# Bagliani Point
Bagliani Point är en udde i Antarktis. Den ligger i Östantarktis. Australien gör anspråk på området.
Terrängen inåt land är platt åt nordväst, men åt sydväst är den kuperad. Havet är nära Bagliani Point åt sydost. Trakten är obefolkad. Det finns inga samhällen i närheten.